# فیات استیلو
فیات استیلو (Fiat Stilo) خودرویی است که در سال‌های ۲۰۰۱ تا ۲۰۰۷ (Italy)۲۰۰۳-۲۰۱۰ (Brazil)در فروزینونه، ایتالیا و میناس گرایس و برزیل تولید شده‌است.
این خودرو در کلاس خودرو کامپکت قرار گرفته و طراحی آن خودروهای موتور جلو-محور جلو بوده طول آن در حالت طبیعی ۴٬۱۸۲ میلیمتر (۱۶۴٫۶ اینچ) است. سیستم جعبه‌دندهٔ آن ۵ دنده به صورت دستی است.